# Providentissimus Deus

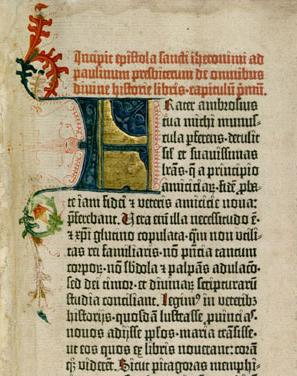
Eerste bladzijde uit de Gutenberg Bijbel

Providentissimus Deus (Latijn voor De Voorzienigheid Gods) is een encycliek van paus Leo XIII van 18 november 1893, die handelt over de studie van de Heilige Schrift. 
In de encycliek beschrijft Leo de geschiedenis van de Bijbelstudie, vanaf de Kerkvaders tot zijn eigen tijd. Hij waarschuwt tegen het contemporaine rationalisme waarmee de Bijbel wordt bestudeerd en geeft richtlijnen voor de wijze waarop de Bijbel aan de seminaries dient te worden onderwezen. Leo gaat ook in op tegenstellingen tussen de wetenschap en de Heilige Schrift en op onderling tegenstrijdige passages binnen de Bijbel.
De encycliek tracht een antwoord te formuleren op tal van nieuwe natuurwetenschappelijke ontdekkingen en theorieën, zoals de evolutieleer en nieuwe bewijzen over de ouderdom van de aarde, voortgebracht door de geologie. Leo poneerde als stelling dat ware wetenschap nooit in strijd kon zijn met de Heilige Schrift en opperde dat de wetenschap het weleens niet bij het juiste eind kon hebben. Een direct voortvloeisel uit deze encycliek was de oprichting van de Pauselijke Bijbelcommissie.